# Зенитная установка

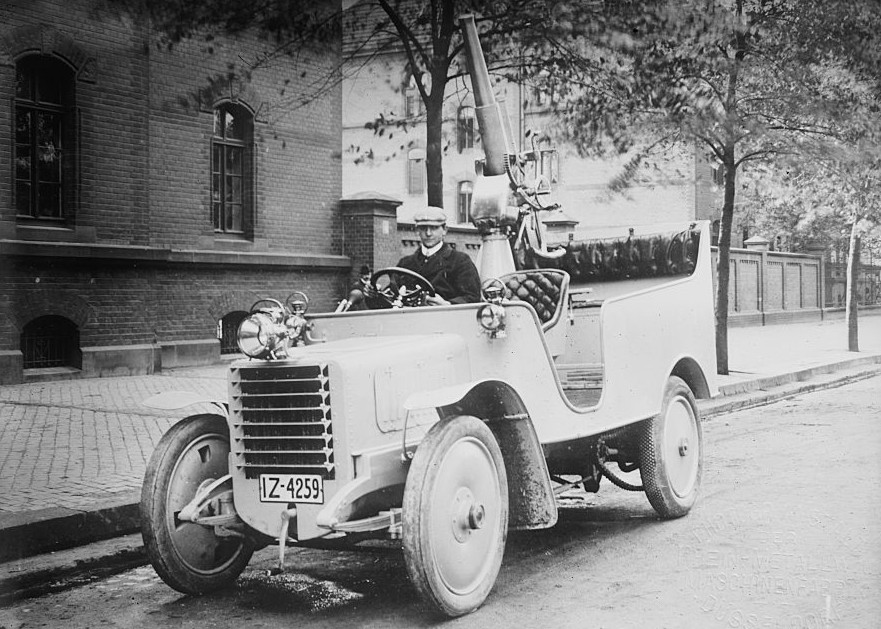
5-см немецкая ЗСУ фирмы «Рейнметалл» времён Первой мировой войны.

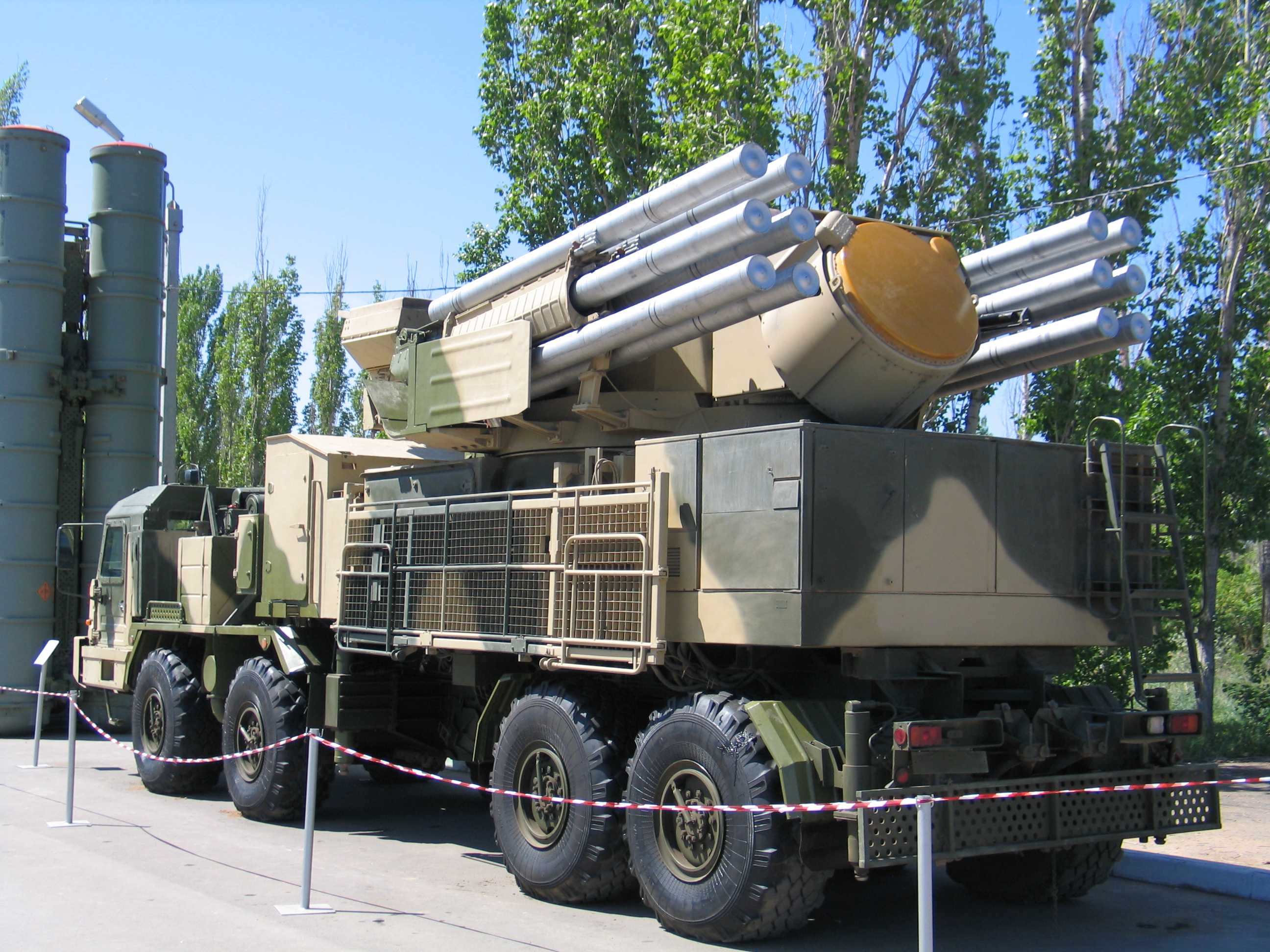
Боевая машина 72В6Е ЗРПК «Панцирь-С1».

Зенитная установка (ЗУ) — общее название единицы вооружения и военной техники, в основном предназначенной для ведения огня по воздушным целям (обеспечения противовоздушной обороны) формирований, объектов, вооружения и военной техники.
В зависимости от конструкции, ЗУ подразделяются на:
- Зенитная пулемётная установка[1] (по терминологии РККА — «комплексный пулемёт») — один или несколько (обычно 2-4) наводимых совместно пулемётов на особом станке, разработанном или приспособленном для стрельбы по воздушным целям.
- Зенитное артиллерийская установка — одно или несколько (редко более двух) артиллерийских орудий на лафете, разработанном или приспособленном для зенитного огня.
- Самоходная зенитно-пулемётная установка — боевая машина, представляющая собой зенитную пулемётную установку на подвижном (колёсном, колёсно-гусеничном, гусеничном) шасси.
- Зенитная самоходная установка — боевая машина зенитной артиллерии, вооружённая одним или несколькими зенитными орудиями.
  - Зенитная ракетно-пушечная установка — ЗСУ из состава ЗРПК, вооружённая не только орудиями, но и зенитными управляемыми ракетами.
- Установки зенитного ракетного оружия — установка для запуска зенитных управляемых ракет. При наличии РЛС, допускающей самостоятельную работу в одиночку, ПУ ЗРО называется огневой установкой (например, 9А310), при наличии крана для заряжания — пуско-заряжающей установкой (например, 9А39).